# Miss Mundo 2012
Miss Mundo 2012 foi a 62.ª edição do concurso Miss Mundo, realizada no dia 18 de agosto de 2012 no Dongsheng Fitness Center Stadium, em Ordos, Mongólia Interior, na China. No final do evento, a Miss Mundo 2011, Ivian Sarcos, da Venezuela, coroou como sua sucessora a chinesa Wen Xia Yu.

## Resultados
| Colocação                 | Candidata |
| ------------------------- | --- |
| Miss Mundo 2012           | - China – Wen Xia Yu |
| 1° Semifinalista          | - País de Gales – Sophie Moulds |
| 2° Semifinalista          | - Austrália – Jessica Kahawaty |
| Top 7 Finalistas          | - Brasil – Mariana Notarangelo - Índia – Vanya Mishra - Jamaica – Deanna Robins - Sudão do Sul – Atong Demach |
| Top 15 Semi-finalistas    | - Espanha – Aránzazu Estévez - Estados Unidos – Claudine Book - Filipinas – Queenierich Rehman - Inglaterra - Charlotte Holmes - Indonésia – Ines Putri Tjiptadi - México – Mariana Berumen - Países Baixos – Nathalie den Dekker - Quênia – Shamim Nabil |
| Top 30 Quartas-finalistas | - Cazaquistão – Evgeniya Klishina - Colômbia - Barbara Turbay - Dinamarca – Iris Thomsen - Guadalupe – Brigitte Golabkan - Guam – Jeneva Bosko - Guatemala – Monique Aparicio - Irlanda do Norte – Tiffany Brien - Israel – Shani Hazan - Nepal – Shristi Shrestha - Nigéria – Damiete Charles-Granville - Panamá – Maricely González - Porto Rico – Janelee Chaparro - Portugal – Melanie Vicente - República Dominicana – Sally Aponte Tejada - Suécia – Sanna Jinnedal |

### Rainhas Continentais
| Continente     | Candidata                                 |
| -------------- | ----------------------------------------- |
| África         | - Sudão do Sul – Atong Demach             |
| Américas       | - Brasil – Mariana Notarangelo            |
| Asia & Oceania | - China – Yu Wenxia                       |
| Caribe         | - Jamaica – Deanna Robins                 |
| Europa         | - País de Gales – Sophie Elizabeth Moulds |